# Cesaro
Claudio Castagnoli (* 27. prosince 1980), je švýcarský profesionální wrestler který v současné době působí v AEW. Je nejlépe známý z času kdy zápasil ve WWE pod jménem Cesaro. Předtím byl známý pod svým pravým jménem na americké nezávislé scéně v organizacích jako Pro Wrestling Guerrilla (PWG), Ring of Honor (ROH) a v Japonsku v Pro Wrestling Noah.
Se svým spoluzápasníkem Chrisem Heroem získal několik tag teamových titulů, společně byli známí jako Kings of Wrestling. Sám držel jednou PWG World šampionát a WWE United States šampionát.

## Profesionální wrestlingová kariéra

### Evropa (2000-2004)
Castagnoli debutoval 24. prosince 2000 v německé wrestlingové společnosti Westside Xtreme Wrestling. Poté se přesunul do Anglie, kde ho trénoval Dave Taylor. Po návratu do Švýcarska se seznamuje s Chrisem Heroem, který ho později také trénuje. Castagnoli se pak stěhuje do USA.

### Chikara

#### Kings of Wrestling (2003-2007)
Castagnoli debutoval v Chikaře 7. května 2003. Roku 2005 spolu s Heroem a Arikem Cannonem vytváří tým Kings of Wrestling. Castagnoli s Heroem poté získávají tag teamové tituly. Po ztrátě těchto titulů Hero napadá Castagnoliho a tým se rozpadá. Castagnoli následně opouští společnost.

#### Sólová kariéra (2007-2009).
Castagnoli se do Chikary vrátil 16. února 2007 pod maskou a jménem Very Mysterious Ice Cream. Po chvíli zase začal vystupovat bez masky a jako Claudio Castagnoli. Castagnoli opět započal feud s Heroem. 22. dubna 2007 Castagnoli prohrál zápas s Heroem a jako trest musel obnovit tým Kings of Wrestling. 9. prosince Castagnoli poráží Heroa a opouští tým.
Roku 2008 Castagnoli započal feud s Brodiem Lee (známý jako Luke Harper v WWE).

#### Bruderschaft des Kreuzes (2009–2011)
Roku 2009 vytváří Castagnoli novou stabli, Bruderschaft des Kreuzes. Spolu s ním ji tvoří Ares, Tursas, Pinkie Sanchez, Tim Donst, Daizee Haze a Sara Del Rey. Spolu s Aresem poté Castagnoli získáva tag teamové tituly.

### Ring of Honor
Castagnoli zde debutoval 16. července 2005. Zde započíná feud s Nigelem McGuinnessem. Poté zde obnovuje tým Kings of Wrestling s Heroem a v září 2006 získávají tag team tituly. Později tituly prohrávají s Christopherem Danielsem a Mattem Sydalem (známý jako Evan Bourne v WWE) a tým se opět rozpadá.
28. července 2007 Castagnoli vyhrává Race To the Top turnaj. Také měl spoustu zápasů o ROH World Championship, ale titul se mu nepodařilo získat.
19. prosince 2009 Castagnoli a Hero opět obnovují tým Kings of Wrestling a opět získávají tag team tituly. Tituly prohrávají až po 363 dnech, když je porazili Charlie Haas a Shelton Benjamin.

### WWE (2011-současnost)

#### Florida Championship Wrestling (2011–2012)
V září 2011 Castagnoli podepsal kontrakt s World Wrestling Entertainment. Byl poslán do vývojového střediska Florida Championship Wrestling (FCW) pod jménem Antonio Cesaro. První zápas měl 17. září proti Sethu Rollinsovi, který však prohrál. 24. říjná poráží Mikea Daltona a tím začíná jeho série vítězství, trvající do února 2012. Cesaro poté začíná feud s Richiem Steamboatem.

#### Debut v hlavním rosteru a United States Champion (2012–2013)
20. dubna 2012 Cesaro debutoval v hlavním rosteru. Jeho první zápas byl proti Tysonu Kiddovi, kterého porazil. V květnu Aksana oznamuje, že je s Cesarem ve vztahu. 19. srpna Cesaro vyhrává první titul v WWE, United States Championship, když poráží Santina Marellu. Poté následuje série úspěšných obhajob, Cesaro poráží jména jako Justin Gabriel, R-Truth, Kofi Kingston, Wade Barrett a The Great Khali. V lednu 2013 Cesaro začal krátký feud s The Mizem, kterého několikrát poráží. Cesaro se také objevil v Royal Rumble zápase. Cesaro ztrácí titul 15. dubna v show Raw, když ho porazil Kofi Kingston. Cesaro držel titul 239 dní.

#### The Real Americans (2013-2014)
V květnu měl Cesaro krátký feud s Samim Zaynem v show NXT. Z tohoto feudu vznikly jedny z nejlepších zápasů roku 2013. 17. června se stal členem týmu The Real Americans, složeného z něj, Jacka Swaggera a manažera Zeba Coltera. První společný zápas měli proti The Usos, tento zápas však prohrávají. Poté započali krátký feud s Santinem Marellou. Po konci tohoto feudu začali feud s Los Matadores.
Na začátku roku 2014 měli spoustu zápasů proti týmům jako Rey Mysterio and Big Show/Sin Cara a The Usos, málokdy však vyhrávali. Cesaro se objevil v zápase Royal Rumble, byl však eliminován Romanem Reignsem. 31. ledna Cesaro porazil Dolpha Zigglera, čímž si zajistil místo v Elimination Chamber zápase o WWE World Heavyweight Championship. 14. února bylo jeho jméno zkráceno na Cesaro a porazil WWE WH šampióna, Randyho Ortona. V Elimination Chamber zápase byl vyřazen Johnem Cenou.
Na Wrestlemanii XXX bojovali The Real Americans o WWE Tag Team Championship. Jack Swagger obviňoval Cesara z prohry a napadl jej. Zeb Colter se je snažil uklidnit, ale marně. Později se Cesaro objevil jako překvapivý účastník André the Giant Memorial Battle Royal zápasu, který se mu podařilo vyhrát.

#### Sólová kariéra (2014-2016)
Den po Wrestlemanii, 7. dubna, Hulk Hogan předal Cesarovi trofej za vítězství v André the Giant Memorial Battle Royal zápase. Cesaro se také odděluje od Coltera a Paul Heyman se stává jeho novým manažerem. Cesaro začíná krátký feud s Jackem Swaggerem, kterého poráží. Cesaro se účastnil Money In The Bank ladder zápasu o WWE World Heavyweight Championship. Poté však začal prohrávat proti wrestlerům jako Kofi Kingston a Big E. Účastnil se Battle Royalu o Intercontinental Championship, byl však eliminován Heathem Slaterem. Pak následovala série proher proti wrestlerům jako Dean Ambrose, John Cena, Jack Swagger, Dolph Ziggler a Rob Van Dam. Poté prohrál zápas o UNited States Championship s Sheamusem a také zápas o Intercontinental Championship s Doplhem Zigglerem.
V prosinci 2014 vytvořil Cesaro tag team s Tysonem Kiddem a také se zúčastnil Royal Rumble zápasu. 22. února vyhrál spolu s Kiddem WWE Tag Team Championship, když na PPV Fastlane porazili The Usos.
Po zranění Tysona Kidda Cesaro pokračoval v solo karieře.Vedl feud například s Kevinem Owensem,Cesaro se ale v listopadu 2015 zranil a byl mimo až do RAW po WrestleManii 32 kde se vrátil jako náhrada Samiho Zayna v Fatal4Way zápase ale nezvítězil. Cesaro další RAW porazil Kevina Owense a stal se vyzyvatelem o Mizuv IC titul.Titul nevyhrál díky Kevinovi a Samimu, kteří vtrhli do zápasu. Cesaro o IC titul bojoval i na Extreme Rules ale nezvítězil. Cesaro se kvalifikoval do MITB Ladder zápasu ale nevyhrál. Cesaro začal projevovat frustraci z jeho pozice v WWE, jelikož v Draftu který se konal v červenci byl draftován skoro ke konci a navíc do RAW ve které nechtěl působit. V zákulisním segmentu Cesaro přednesl promo, které bylo mimo scénář, kde vyjádřil svou frustraci. Na Battlegroungu nebyl ani Cesaro na kartě této show a na to si stěžoval v Kickoff Panelu této show. Cesaro měl zápas s Rusevem o US titul, když v tom přiběhl Sheamus a nasadil Brouge Kick na Cesara. Vedlo to k jejich sporu a Best of 7 sérii zápasu,která ovšem v posledním kole skončila jako remíza,

#### Tag Team s Sheamusem (2016- současnost)
Generální manažer Mick Foley spojil duo Cesara a Sheamuse a dal jim možnost vyzvat New Day o Tag Team tituly na akci Hell in a Cell.Nedokázali ale vyhrát díky špinavým praktikám New Day.Duo Sheamuse a Cesara nadále pokračovalo a zúčastnili se Survivor Series 10 on 10 Elimination Tag Team zápasu kde zařídili výhru pro RAW.Den po té měli Cesaro a Sheamus nárok na titulový zápas s New Day ale opět neuspěly.Na show Tribute to the Troops se staly vyzyvateli pro Tag Teamové pásy pro show WWE Roadblock.Cesaro a Sheamus díky tomu že už znali praktiky New Day dokázaly vyhrát Tag Team Titulya ukončili historickou vládu New Day.Den po RoadBlocku jim Mick Foley daroval nové Tag Teamové tituly které se změnili na červeno stříbrné. Rematch o tituly se uskutečnil další show RAW kde dokázaly tituly obhájit.

## Ve wrestlingu
- Ukončovací chvaty
  - Jako Antonio Cesaro
    - Crossface
    - Neutralizer
    - Ricola Bomb
    - Sharpshooter
    - Very European Uppercut

  - Jako Claudio Castagnoli
    - Alpamare Waterslide (Side Death Valley driver)
    - Inverted Chikara Special (Kneeling step-over head-hold armbar) - Chikara
    - Lasartesse Lift (Karelin lift transitioned into a side piledriver) - 2007
    - Neutralizer (Over the shoulder single leg Boston crab with neckscissors) - PWG, jinak používáno jako běžný chvat
    - Ricola Bomb (Straight jacket sitout powerbomb pin, někdy s odrazem od napínáků)
    - Roaring Swiss Uppercut (Discus European uppercut)
    - Swiss Death / Very European Uppercut (Pop-up European uppercut)
- Signature chvaty
  - Bicycle kick
  - Cravate
  - Delayed vertical suplex
  - Cesaro Swing (Giant Swing)
  - Jim Breaks Special (Lifting wrist-lock)
  - Match Killer (Horizontal back to belly suplex převedený do sitout facebuster)
  - Money Dive (Diving headbutt)
  - Ricola-Plex (Straight jacket suplex)
  - Suicide dive
  - Swiss Sleeper Holding (Bridging cobra clutch)
  - UBS Neckbreaker (Backbreaker rack)
  - UFO (Spinning backbreaker rack, někdy bez rukou)
- Přezdívky
  - "Double C"
  - "The Most Money Making Man"
  - "The Stalwart Swiss Powerhouse"
  - "Very European"
  - "The Swiss Sensation"
  - ''Big Swiss''
  - "The Swiss Superman"
  - ''The King of Swing''
- Manažeři
  - Jade Chung
  - SoCal Val
  - Prince Nana
  - Shane Hagadorn
  - Sara Del Rey
  - Aksana
  - Zeb Colter
  - Paul Heyman
  - Natalya
  - Tyson Kidd
  - Adam Rose
- Theme songy
  - "I've Got to Have It (Instrumental)" od Jermaine Dupri feat. Nas a Monica
  - "We Are the Champions" od Queen (používáno v týmu s Chrisem Hero)
  - "1812 Overture" od Petra Iljiče Čajkovského
  - "Engel" od Rammstein
  - "KoW (Kings)" od Cody B. Ware, Emilio Sparks a J. Glaze (používáno v týmu s Chrisem Hero)
  - "Im Namen Der Bruderschaft" od Kenny Pickett
  - "Miracle" od Jima Johnstona (WWE)
  - "Patriot" od CFO$ (červenec 2013–duben 2014; jako člen The Real Americans)
  - "Swiss Made" od CFO$ (21. duben 2014-současnost)

## Šampionáty a ocenění
- Chikara
  - Chikara Campeonatos de Parejas (2 krát) - s Chrisem Hero a Aresem
  - King of Trios (2010) - s Aresem a Tursasem
  - Tag World Grand Prix (2005) - s Arikem Cannonem
  - Tag World Grand Prix (2006) - s Chrisem Hero
  - Torneo Cibernético (2007)
- Cleveland All-Pro Wrestling
  - CAPW Unified Heavyweight šampionát (1 krát)
- Combat Zone Wrestling
  - CZW World Tag Team šampionát (2 krát) - s Chrisem Hero
  - Last Team Standing (2006) - s Chrisem Hero
- German Stampede Wrestling
  - GSW Tag Team šampionát (2 krát) - s Aresem
- Juggalo Championship Wrestling
  - JCW Tag Team šampionát (1 krát) - s Chrisem Hero
- International Pro Wrestling: United Kingdom
  - IPW:UK Tag Team šampionát (1 krát) - s Aresem
- Independent Wrestling Association: Switzerland
  - IWA Switzerland World Heavyweight šampionát (1 krát)
- Pro Wrestling Guerrilla
  - PWG World šampionát (1 krát)
- Pro Wrestling Illustrated
  - Magazín PWI ho zařadil na 44. místě v žebříčku top 500 wrestlerů PWI 500 2011
- Ring of Honor
  - ROH World Tag Team šampionát (2 krát) - s Chrisem Hero
  - Race to the Top Tournament (2007)
  - Tag Wars (2010) - s Chrisem Hero
- Swiss Wrestling Federation
  - SWF Powerhouse šampionát (2 krát)
  - SWF Tag Team šampionát (1 krát) - s Aresem
- Westside Xtreme Wrestling
  - wXw World Heavyweight šampionát (2 krát)
  - wXw Tag Team Championship (3 krát) - s Aresem
- Wrestling Observer Newsletter
  - Tag Team roku (2010) - s Chrisem Hero
- WWE
  - WWE United States Championship (1 krát)
  - WWE Tag Team Championship (1 krát) - s Tysonem Kiddem
  - WWE RAW Tag Team Championship (2 krát) - s Sheamusem